# Jean de Backer
Jean de Backer, of in het Latijn Joannes Baccherius (hertogdom Brabant, 17e eeuw) was een augustijner monnik en leraar Latijn en poëzie in de Spaanse Nederlanden.

## Levensloop

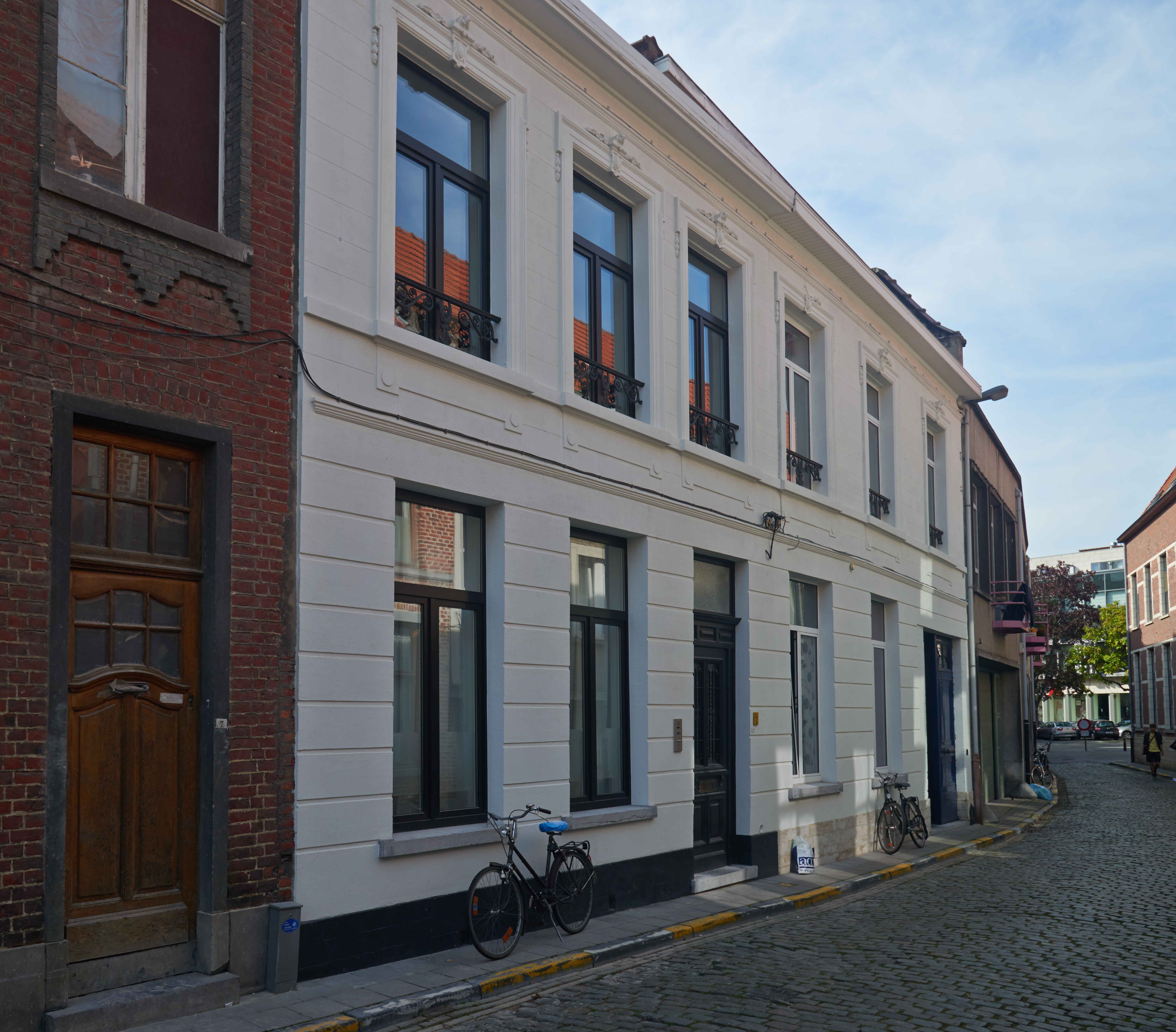
Augustijnenstraat in Leuven. Hier stond vroeger het Augustijnenklooster waar Jean de Backer les gaf.

De geboorte- en sterfdatum van De Backer zijn onbekend. Hij leefde alleszins in het hertogdom Brabant, in de Spaanse Nederlanden, in de loop van de 17e eeuw.
De Backer trad binnen in het klooster van de orde der Augustijnen in Leuven. Hij gaf er les in het middelbaar onderwijs en combineerde dit met de functie van secretaris van zijn kloosterorde. Het Augustijnenklooster was het studiehuis van de orde in de Zuidelijke Nederlanden. De Backer publiceerde een handboek over poëzie, kortweg genoemd Flavissae poeticae (Van de Gouden Dichtkunst), dat hij in het Latijn schreef. Dit boek bevat Latijnse gedichten, voorzien van de nodige commentaren over de auteurs. Hij vulde aan met synoniemen, met uitleg over de woordkeuze en met citaten. Het is een handboek over poëzie bedoeld voor het onderwijs. Zo beschreef De Backer bijvoorbeeld onder de rubriek Delphinus of De Dolfijn eerst de eigenschappen van het dier volgens Latijnse auteurs. De uitdrukking festina lente vermeldde hij zo als een passend kenmerk. Vervolgens gaf De Backer het gedicht over dolfijnen.  Dit alles leest als een tekstboek.
Over De Backer werd vermeld dat hijzelf gedichten in het Latijn schreef. Dit eigen poëtisch werk ging waarschijnlijk verloren.

## Handboek
Flavissae Poeticae, sive Electorum Poeticorum Thesaurus sacro-profanus Notis et Observationibus Amoebis illustratus. De eerste druk verscheen in Antwerpen in 1635. Flavissae Poeticae kende vele herdrukken, ook na zijn dood. De titel en de inhoud veranderden al eens in een volgende druk. Latere uitgaven waren in Antwerpen en in Keulen. In beide steden waren het de Augustijnen die het drukwerk financierden.